# Пузенков, Георгий Николаевич
Гео́ргий Никола́евич Пузенко́в (1953, г. Краснополье, Белоруссия, СССР) — современный российский художник.

## Биография
В 1968 переехал в Москву. В 1976 закончил Московский институт электронной техники. В 1983 окончил факультет графики Московского Полиграфического института. Работал в различных московских издательствах. С 1990 живет и работает в Кёльне (Германия) и в Москве.
Автор первой в истории Государственной Третьяковской галереи инсталляции («Стена», 1993).

## Работы находятся в коллекциях
- Государственная Третьяковская галерея, Москва
- Государственный Русский музей, Санкт-Петербург
- Московский музей современного искусства, Москва
- Фонд Министерства культуры, Москва
- Музей Большого театра, Москва
- Музей Людвига в Русском музее, Санкт-Петербург
- Музеи Людвига Кёльна и Кобленца, Германия
- Людвиг-Форум, Ахен, Германия
- Музей Виттена, Германия
- Еврейский Музей Вестфалии, Дорстен, Германия
- Музей Риттер, Штутгарт, Германия
- Stella Art Foundation, Москва
- Собрание Федеральной земли Хессен
- Собрание Министерства Труда, Берлин
- Собрание DaimlerBenz, Штутгарт
- Собрание Банка Nord LB, Брауншвайг
- Собрание Банка Solomon Oppenheim, Кёльн
- Собрание Немецкого Сбербанка, Штутгарт
- La Reserve, Женева, Швейцария
- собрание Рокфелеровского университета, Нью-Йорк, США
- Музей Венецианской Биеннале
- частные собрания